# Algorytm iteracyjny
Algorytm iteracyjny – algorytm, który uzyskuje wynik poprzez iterację, czyli powtarzanie danej operacji z góry określoną liczbę razy lub aż do spełnienia określonego warunku. Niektóre problemy można rozwiązać zarówno za pomocą algorytmu iteracyjnego, jak i algorytmu rekurencyjnego, czego przykładem jest problem wież Hanoi.

## Przykład
Przykład prostego algorytmu iteracyjnego, napisanego w języku C/C++, który oblicza sumę kolejnych stu liczb naturalnych, zaczynając od 1:
```
    
int
 
wynik
 
=
 
0
;

    
for
(
int
 
i
 
=
 
1
;
 
i
 
<=
 
100
;
 
++
i
)

    
{

        
wynik
 
+=
 
i
;

    
}

```